# Rudi Gorjup
Rudi Gorjup, slovenski slikar, rojen 12. april 1915, Vič, Ljubljana. Umrl 8. junij 2001, Ljubljana.
Leta 1932 se je kot grafični oblikovalec vključil v atelje uporabne umetnosti Delniške tiskarne v Ljubljani in na področju grafičnega oblikovanja prejel več  nagrad in priznanj.
Med leti 1932 -1936 je obiskoval umetniško šolo Probuda v Ljubljani.
Leta 1936 je bil povabljen  k sodelovanju v Mariborsko tiskarno, kjer osnuje Grafični atelje ter v njem deluje  do leta 1941.
Leta 1945 se vpiše na Akademijo za likovno umetnost v Ljubljani, kjer leta 1949 diplomira pri prof. Mariju Preglju. Po diplomi se je študijsko izpopolnjeval na potovanjih po Italiji in Franciji. Leta 1950 se mu rodi sin Tomaž, tudi akad. slikar.
Do leta1962 je deloval kot svobodni umetnik, sodeloval s knjižnimi založbami (Mladinska knjiga  1949 – 1952 kot likovni svetovalec in ilustrator, od leta 1962 do upokojitve 1975 pa tudi kot likovni pedagog na Osnovni šoli Prežihov Voranc v Ljubljani.

## Slikarski opus
Slikarski opus Rudija Gorjupa raste iz motivnih pobud realnega, kar skozi desetletja  ustvarjanja vztrajno predeluje v osebno izpovedno govorico in dočutene slikarske prostore privede na rob abstraktnega. V osemdesetih letih so njegovi krajinski fragmenti in iz njih kipeči linearni prostorski zapisi dosegli svoj  vrh.
Svoje slikarsko delo je predstavljal na skupinskih in več samostojnih razstavah, med drugimi:
- 1956 - Ljubljana, Mala galerija
- 1976 - Ljubljana, Mestna galerija (s sinom Tomažem)
- 1983 - Zagreb, Galerija Voćarska
- 1982 - Novo mesto, Dolenjski muzej
- 1984 - Ljubljana, Bežigrajska galerija; Kranj – Galerija v mestni hiši
- 1987 - Ljubljana, Mestna galerija, retrospektiva 1941 – 1987